# Powiat Cegléd
Powiat Cegléd (węg. Ceglédi járás) – jeden z piętnastu powiatów komitatu Pest na Węgrzech. Jego powierzchnia wynosi 1234,00 km². W 2009 liczył 121 149 mieszkańców (gęstość zaludnienia 98 os./1 km²). Siedzibą władz jest miasto Cegléd.

## Miejscowości powiatu Cegléd
- Abony
- Albertirsa
- Cegléd
- Ceglédbercel
- Csemő
- Dánszentmiklós
- Jászkarajenő
- Kocsér
- Kőröstetétlen
- Mikebuda
- Nagykőrös
- Nyársapát
- Tápiószőlős
- Törtel
- Újszilvás